# Red Bull Air Race
Red Bull Air Race je mednarodna letalska dirka, ki jo je leta 2003 ustanovil Red Bull. Tekmovalci v akrobatskih letalih morajo slalomirati skozi ovire ("air gates") v najkrajšem možnem času, dolžina proge je 5-6 kilometrov. Določene napake so dovoljene in povečajo skupni čas, druge vodijo do diskvalifikacij. 
Leta 2011, 2012 in 2013 ni bilo dirk, leta 2014 so se ponovno začele. 
Večinoma se izvajajo nad vodo v bližini mest, lahko pa tudi na kopnem.
Primer akrobatskih letal, ki se uporabljajo: Zivko Edge 540, MX Aircraft MXS, Corvus Racer 540. Vsa omenjena letala imajo razpon kril manjši od 7,6 metra, največja hitrost je 406 do 426 km/h (252 do 265 mph).
V sezoni 2016 se je letalski akrobatski eliti pridružil tudi prvi slovenec v zgodovini tega športa, prekmurec Peter Podlunšek.

## Master Class=
| Sezona                | Šampion           | Drugič         | Tretji          |
| --------------------- | ----------------- | -------------- | --------------- |
| 2003                  | Péter Besenyei    | Klaus Schrodt  | Kirby Chambliss |
| 2004                  | Kirby Chambliss   | Péter Besenyei | Steve Jones     |
| 2005                  | Mike Mangold      | Péter Besenyei | Kirby Chambliss |
| 2006                  | Kirby Chambliss   | Péter Besenyei | Mike Mangold    |
| 2007                  | Mike Mangold      | Paul Bonhomme  | Péter Besenyei  |
| 2008                  | Hannes Arch       | Paul Bonhomme  | Kirby Chambliss |
| 2009                  | Paul Bonhomme     | Hannes Arch    | Matt Hall       |
| 2010                  | Paul Bonhomme     | Hannes Arch    | Nigel Lamb      |
| 2011–2013: ni zadržan |                   |                |                 |
| 2014                  | Nigel Lamb        | Hannes Arch    | Paul Bonhomme   |
| 2015                  | Paul Bonhomme     | Matt Hall      | Hannes Arch     |
| 2016                  | Matthias Dolderer | Matt Hall      | Hannes Arch     |
| 2017                  | Yoshihide Muroya  | Martin Šonka   | Pete McLeod     |
| 2018                  |                   |                |                 |

### Challenger Class
| Sezona | Šampion        | Točke vodja     |
| ------ | -------------- | --------------- |
| 2014   | Petr Kopfstein | François Le Vot |
| 2015   | Mikaël Brageot | Mikaël Brageot  |
| 2016   | Florian Bergér | Florian Bergér  |
| 2017   | Florian Bergér | Florian Bergér  |
| 2018   |                |                 |